# Lisov
Lisov es una localidad situada en el distrito de Pilsen Sur, en la región de Pilsen, República Checa. Según el censo de 2021. tiene una población de 130 habitantes.
Está ubicada al este de la región, en la cuenca hidrográfica del río Berounka —un afluente izquierdo del río Moldava que, a su vez, es afluente del Elba— y cerca de la frontera con las regiones de Bohemia Central y Bohemia Meridional.